# Jacques Wolfsohn
Pour les articles homonymes, voir Wolfsohn.
Jacques Wolfsohn est un éditeur de musique né le 20 décembre 1927 à Paris 7e et mort le 10 août 2014 à Calvi à l'âge de 86 ans.
Directeur artistique chez Vogue, il lance la carrière de Johnny Hallyday en 1960, Françoise Hardy en 1962 et Jacques Dutronc en 1966. Ce dernier était alors son assistant.
En 1983, il crée les éditions musicales Jacques Wolfsohn à Paris.
Il est le père de Pierre Wolfsohn (1960-1981), membre du groupe Taxi Girl et de Lotje Sodderland (1977), réalisatrice de documentaires, connue pour My Beautiful Broken Brain (2014), qu'elle lui dédie.